# Каменнобродские Выселки
Каменнобродские Выселки — упразднённый посёлок в Ельниковском районе Мордовии. Входил в состав Старотештелимского сельского поселения. Исключен из учётных данных в 2003 году.

## География
Располагался на правобережье реки Варма, в 8 км к востоку от села Новодевичье.

## История
Основан в конце XIX века переселенцами из села Каменный Брод. В 1914 году состоял из 8 дворов и входил в состав Краснослободского уезда.

## Население
Согласно результатам Всероссийской переписи населения 2002 года в посёлке отсутствовало постоянное население.